# Diocesi di Nomento
La diocesi di Nomento (in latino Dioecesis Nomentana) è una sede soppressa e sede titolare della Chiesa cattolica.

## Storia
L'antica Nomentum, le cui vestigia si trovano nel territorio del comune di Mentana nel Lazio, fu sede di una diocesi della bassa Sabina, documentata dagli inizi del V secolo alla prima metà del IX secolo. La diocesi era compresa fra quelle di Roma, di Curi e di Tivoli, e includeva, oltre Nomentum, anche i territori delle antiche città di Ficulea, Eretum e Crustumerium. Alla diocesi appartenevano «tre cimiteri sotterranei: la catacomba di sant'Alessandro al VII miglio della Nomentana, la catacomba dei santi Primo e Feliciano al XIII miglio in località Ad Arcus Nomentanos e la catacomba di san Restituto al XVII miglio sempre della Nomentana.» Secondo Lanzoni, la diocesi potrebbe essere nata «per provvedere al servizio quotidiano su le tombe dei martiri sepolti lungo la Via».
La passio dei santi Evenzio, Alessandro e Teodulo e quella di san Restituto accennano a due possibili vescovi nomentani: la prima un anonimo, che omni die quae sunt sancta celebraret sulla tomba dei martiri; la seconda un vescovo di nome Stefano, che si incaricò con i suoi chierici della sepoltura del santo. Secondo Lanzoni, data la natura agiografica dei documenti che li menzionano, non vi è certezza sull'esistenza storica di questi due vescovi.
Primo vescovo storicamente documentato dalle fonti letterarie è Orso, il quale, in una lettera a Innocenzo I, papa dal 401 al 417, si lamenta del vescovo Fiorentino di Tivoli, perché ha celebrato una messa nella paroecia Nomentana sive Feliciensis (forse Ficulea), fuori dal suo territorio diocesano. Questa lettera è importante per un duplice motivo: perché definisce l'estensione del territorio della diocesi di Nomentum, e perché mostra che questa era all'epoca già antica («quid antiquitas habeat»). Due iscrizioni con il nome del vescovo Orso sono state rinvenute nel 1855 nelle catacombe di Sant'Alessandro sulla via Nomentana.
Tra IV e V secolo è attribuita l'iscrizione di Pietro, probabile vescovo di Nomentum, deposto il 19 aprile, anch'essa trovata nelle catacombe di Sant'Alessandro. Un'altra iscrizione ci informa dell'esistenza del vescovo Adeodato, deposto nella basilica di Sant'Alessandro il 30 novembre, morto a 67 anni dopo due anni e otto mesi di episcopato.
Appartengono al V secolo altri tre vescovi. Servideo prese parte al concilio romano del 465, indetto da papa Ilario e celebrato nella basilica di Santa Maria Maggiore il 19 novembre; sottoscrisse gli atti che stabilivano norme sulle ordinazioni episcopali e sulle nomine dei vescovi. Cipriano partecipò al concilio lateranense indetto da papa Felice III nel 487, sulla disciplina da adottare nei confronti dei vescovi e del clero africani che, a causa della persecuzione di Unnerico, avevano abiurato la fede cattolica; il suo nome è associato ad una decretale dello stesso papa dell'anno successivo, in cui vengono affrontati i casi dei cristiani che hanno ricevuto dagli ariani un secondo battesimo. Sereno prese parte nel 499 al concilio romano indetto da papa Simmaco nella basilica di San Pietro in Vaticano, dove furono stabilite delle norme per l'elezione del pontefice. Nel concilio indetto da papa Gelasio I nel 495 partecipò un vescovo Sereno, ma senza indicazione della sede di appartenenza; non è da escludere che si tratti dell'omonimo vescovo nomentano documentato nel 499.
All'inizio del VI secolo Nomentum era governata dal vescovo Romano, che prese parte ai cosiddetti "concili simmachiani"; quello del 23 ottobre, chiamato sinodo palmare, convocato per risolvere la questione dello scisma che agitava in quel periodo la Chiesa di Roma, divisa fra Simmaco e Laurenzio; e quello del 6 novembre, presieduto dallo stesso papa Simmaco. A tutt'oggi gli storici sono divisi sull'esatta cronologia di questi due concili, collocati in ogni caso fra il 501 ed il 502.
Nel 531 il vescovo Felice partecipò al concilio celebrato da papa Bonifacio II nella chiesa di Sant'Andrea presso San Pietro in Vaticano, per discutere dell'appello presentato a Roma da Teodoro, vescovo di Echino, a favore del suo metropolita Stefano di Larissa, ritenuto ingiustamente prigioniero a Costantinopoli dal patriarca Epifanio. Nel 553 Redento sottoscrisse a Costantinopoli il Constitutuum di papa Vigilio contro la condanna dei Tre Capitoli.
Sul finire del VI secolo, è noto il vescovo Grazioso, a cui papa Gregorio I affida, nel gennaio 593, la cura della Chiesa di Sant'Antimo, rimasta priva del suo clero a causa delle devastazioni operate dalle incursioni dei Longobardi; questa decisione portò alla definitiva soppressione della diocesi di Cures Sabini e alla sua unione con quella di Nomentum. Lo stesso Grazioso nel luglio 595 prese parte al concilio romano indetto da Gregorio Magno e dove furono promulgati sei decreti circa l'organizzazione e la vita interna della Chiesa romana. Nel mese di ottobre del 600 la diocesi di Nomentum era governata dal vescovo Costanzo, che prese parte ad un altro concilio romano di papa Gregorio Magno, per discutere della richiesta di Probo, abate del monastero dei Santi Andrea e Lucia, di poter fare testamento a favore del proprio figlio, consuetudine all'epoca non prevista dalla legislazione canonica.
Degli inizi del VI secolo è la menzione della chiesa-cattedrale diocesana, dedicata a san Nicolò.
Nel VII secolo sono noti due vescovi nomentani. Sapienzio partecipò al concilio lateranense indetto da papa Martino I nel 649 per condannare l'eresia monotelita. Paolo è documentato nei due concili indetti da papa Agatone: quello del 679, dove fu approvata la reintegrazione di Vilfrido di York sulla sua sede episcopale; e quello del 680, dove nuovamente fu condannato il monotelismo.
«Nel periodo carolingio, tra VIII e IX secolo, la Diocesi di Nomentum acquistò il suo massimo prestigio, in cui figurano vescovi Nomentani di alto profilo politico, come legati e consiglieri presso la Corte papale. I Vescovi di Nomentum, cardinali per diritto, furono ben presto ammessi nella Curia romana quali ministri primari del Pontefice con l'incarico di supplirlo nelle funzioni episcopali o di seguirlo nel corso dei suoi viaggi.»
Nel 743 il vescovo nomentano Benedetto fu a capo di una delegazione papale inviata da papa Zaccaria a Ravenna per trattare con Liutprando, che aveva occupato l'esarcato ravennate. Lo stesso vescovo partecipò a due concili romani del 743 e del 745. Egli appare anche in stretta relazione con san Bonifacio, l'evangelizzatore della Germania, a cui scrisse una lettera «chiamandolo santissimo e amatissimo padre, indirizzandogli parole di conforto, e inviandogli alcuni doni tra cui un manutergio e una modica quantità d'incenso».
A Benedetto successe il vescovo Villario o Vilcario, di origine franca o longobarda, il quale prese parte a diverse missioni diplomatiche in Francia e nel 753 accompagnò papa Stefano III presso la corte di Pipino il Breve. Questa sua intensa attività oltralpe gli valse, secondo Duchesne, la promozione all'arcidiocesi di Sens, dove è documentato dal 769 al 785.
L'ultimo vescovo che certamente apparteneva alla sede nomentana è Giovanni, documentato nel regesto farfense nell'anno 800 in qualità di intermediario in una disputa tra l'abbazia di Farfa e il monastero di San Salvatore di Brescia. Giovanni fu probabilmente presente all'incontro, avvenuto a Mentana, tra Carlo Magno e papa Leone III.
Non sono più noti vescovi di Nomento. A partire dal X secolo la diocesi fu unita con quella di Vescovio, i cui vescovi avevano il titolo di "vescovi di Sabina". In un diploma di papa Marino II di maggio 944 sono menzionati i confini della diocesi di Vescovio, entro i quali sono compresi sia Curi che Nomento. Da questo momento i vescovi sabinensi con sede a Vescovio saranno gli unici vescovi di tutta la Bassa Sabina.
Dal 1966 Nomento è annoverata tra le sedi vescovili titolari della Chiesa cattolica; dal 10 ottobre 2020 il vescovo titolare è Justo Rodríguez Gallego, vescovo ausiliare di Zárate-Campana.

## Cronotassi

### Vescovi
- Pietro † (IV/V secolo)[19]
- Orso † (all'epoca di papa Innocenzo I - 401-417)
- Adeodato † (V secolo)
- Servideo † (menzionato nel 465)
- Cipriano † (menzionato nel 487)
- Sereno † (prima del 495 ? - dopo marzo 499)
- Romano † (prima di ottobre 501 - dopo il 502)
- Felice † (menzionato nel 531)
- Romolo ? † (menzionato nel 551)[20]
- Redento † (menzionato nel 553)
- Grazioso † (prima del 593 - dopo il 595)
- Costanzo † (menzionato nel 600)
- Generoso ? † (menzionato nel 601)[21]
- Sapienzio † (menzionato nel 649)
- Paolo † (prima del 679 - dopo il 680)
- Benedetto † (prima del 743 - dopo il 745)
- Villario o Vilcario † (prima del 753 - dopo il 766)
- Giovanni † (menzionato nell'800)
- Cosma ? † (menzionato nell'826)[22]
- Giovanni ? † (menzionato nell'964)[23]

### Vescovi titolari
- Emanuele Gerada † (15 febbraio 1967 - 21 gennaio 2011 deceduto)
- Juan Habib Chamieh, O.M.M. (17 aprile 2013 - 22 novembre 2019 nominato eparca di San Charbel di Buenos Aires)
- Justo Rodríguez Gallego, dal 10 ottobre 2020